# Roberto Marcos Saporiti
Roberto Marcos Saporiti (Buenos Aires, 16 de abril de 1939) es un exfutbolista y exentrenador argentino. Ha dirigido clubes de Argentina, México y Colombia. Sus máximos logros como entrenador se dieron en Argentinos Juniors.
Está casado con Liliana Latrónico, hija de Don Félix Latrónico, a quien la conoció en México con quien se casó luego de un corto noviazgo el dia 2 de diciembre de 1968.

## Carrera como jugador
Saporiti comenzó su carrera profesional en el Club Atlético Independiente en 1957. En 1960 fue parte del equipo que ganó el campeonato de la Primera División Argentina.
En 1962 pasó a jugar en la segunda división para jugar en el Club Atlético Lanús y en 1963 pasó al Deportivo Español donde jugó junto a Carlos Bilardo.
Saporiti jugó luego en Uruguay para el Racing Club de Montevideo. Actuó mucho tiempo fuera de la Argentina, con éxito variado. Fue integrante de Unión Calera de Chile, Millonarios de Colombia, Santiago Morning de Chile, Atlético Mineiro de Brasil (1968), Monterrey de México (1968-69) y Belenenses de Portugal. Retorna a la Argentina en 1971 para jugar en el Club Atlético Platense. Finalmente, juega en el Limoges de Francia y en el Oudenaarde de Bélgica, club donde se retira en 1974.

## Carrera como entrenador
En 1975 dirigió a Estudiantes (BA). Saporiti ha sido entrenador en gran cantidad de clubes. Su logro más notable es haber obtenido dos títulos dirigiendo a Argentinos Juniors: la primera consagración en la historia del club en 1984, y la Copa Interamericana 1986. Luego de la obtención del Torneo de Primera División de 1984, Saporiti abandonó el cargo. Pasó poco más de un año y para 1986 Saporiti volvió a asumir el puesto de Director Técnico, año donde consiguió la Copa Interamericana 1986. Tuvo un tercer y breve paso por el club de la Paternal en la temporada 1995-1996. Ha sido cinco veces entrenador de Talleres (1977-1979, 1988-1990, 1995, 2006 y 2009) donde consiguió el subcampeonato de primera de 1977, pero las restantes campañas fueron pésimas. Ha dirigido Loma Negra en el comienzo de los 80, el período más exitoso de esa institución. También ha dirigido a otros clubes de Argentina como Chacarita Juniors, Rosario Central, San Lorenzo, Defensa y Justicia. Durante 2007 y 2008 ha sido entrenador de Olimpo. También tuvo un paso fugaz por Boca Juniors en 1987, donde solo dirigió 2 meses, en forma provisorio tras la salida de César Menotti del primer equipo.
Trabajó con César Luis Menotti durante el ciclo de éste en los seleccionados nacionales. Fue el entrenador alterno y condujo también a los juveniles.
Saporiti también ha entrenado a Junior en Colombia y algunos clubes de México incluyendo a Veracruz, Atlante, Pumas, Necaxa, Atlético Celaya, Tecos y Puebla

## Palmarés

### Como futbolista

#### Campeonatos nacionales
| Título           | Equipo        | País      | Año  |
| ---------------- | ------------- | --------- | ---- |
| Primera División | Independiente | Argentina | 1960 |

### Como entrenador

#### Campeonatos nacionales
| Título           | Equipo             | País      | Año  |
| ---------------- | ------------------ | --------- | ---- |
| Primera División | Argentinos Juniors | Argentina | 1984 |

#### Campeonatos internacionales
| Título              | Equipo             | Sede          | Año  |
| ------------------- | ------------------ | ------------- | ---- |
| Copa Interamericana | Argentinos Juniors | Puerto España | 1986 |